# 1919 en musique classique
| \| • Retour à la chronologie générale de la musique classique • \| |
| Grèce • Rome • Haut Moyen Âge • VIIIe siècle • IXe siècle • Xe siècle • XIe siècle XIIe siècle • XIIIe siècle • XIVe siècle • XVe siècle • XVIe siècle • XVIIe siècle XVIIIe siècle • XIXe siècle • XXe siècle • XXIe siècle |
| • Retour à la chronologie générale de la musique classique • |

| Années en musique classique : 1916 - 1917 - 1918 - 1919 - 1920 - 1921 - 1922    |
| Décennies en musique classique : 1880 - 1890 - 1900 - 1910 - 1920 - 1930 - 1940 |

## Événements

### Créations

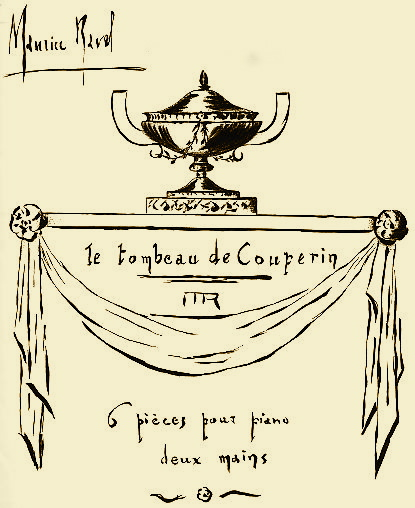
Le Tombeau de Couperin
Couverture de la première édition dessinée par Ravel lui-même

- 11 janvier : Eventyr (Once Upon a Time), poème symphonique pour orchestre de Frederick Delius créé à Londres sous la direction d'Henry Wood.
- 14 janvier : Gismonda, drame lyrique d'Henry Février, créé à Chicago (donné à Paris le 15 octobre 1919).
- 17 janvier : Réouverture de l'opéra de Paris, avec Castor et Pollux de Jean-Philippe Rameau.
- 20 janvier : Première parisienne à l'Opéra-comique de Pénélope de Fauré, œuvre créé à Monté-Carlo, en 1913.
- 29 janvier : le Concerto pour piano no 1 (version 1917) de Rachmaninov, créé par l'orchestre de la société symphonique russe sous la direction de Modest Altschuler (la version initiale créée en 1892).
- 6 février : Typhon, poème symphonique de Claude Delvincourt, créé à Paris par l'Orchestre Lamoureux.
- 9 février : Mouvements perpétuels pour piano de Francis Poulenc, créés à Paris par le pianiste Ricardo Viñes.
- 12 mars : la Symphonia Carminum de Matthijs Vermeulen, créée par la Société orchestrale d'Arnhem.
- 1er avril : La Tragédie de Salomé de Florent Schmitt est représenté pour la première fois à l'Opéra de Paris, donnée pur la première fois en 1907.
- 5 avril : la Sonate pour deux clarinettes et la sonate pour piano à quatre mains de Francis Poulenc, créées à Paris.
- 10 avril : Masques et Bergamasques, de Gabriel Fauré, créé à Monte-Carlo.
- 11 avril : Le Tombeau de Couperin, de Maurice Ravel, créé par Marguerite Long (voir 1920).
- 14 mai : la Fantaisie pour piano et orchestre de Fauré, créée à la Salle Gaveau à Paris, avec Alfred Cortot au piano, sous la rection de Vincent d'Indy.
- 17 mai : Alborada del gracioso (version orchestrale) de Ravel, créée par les concerts Pasdeloup (voir 1906).
- 25 mai : la Troisième symphonie avec orgue, piano et chœur de Georges Enesco, créée à Bucarest.
- juin : la partition pour piano de Le Mandarin merveilleux, de Béla Bartók est achevée. L'œuvre est orchestrée et créée en 1926.
- 2 juin : le Quatuor à cordes no 1 en fa mineur, de Paul Hindemith, créé à Francfort.
- 5 juin : La Boutique fantasque, ballet de Ottorino Respighi, créé par les Ballets russes de Serge de Diaghilev à l'Alhambra de Londres.
- 6 juin : le Retour de Max d'Ollone, est représenté pour la première fois à l'Opéra de Paris.
- 15 juin : Les Choéphores de Darius Milhaud, livret de un livret de Paul Claudel, sont donnés en version de concert par la société pour la musique, sous la direction de Félix Delgrange — avant la création intégrale à l'Opéra de Paris en 1927.
- 22 juillet : Le Tricorne, ballet de Manuel de Falla, créé à Londres.
- 10 octobre : La Femme sans ombre, opéra de Richard Strauss créé à Vienne.
- 17 octobre : Quatre pièces pour clarinette et piano, d’Alban Berg, créé à Vienne.
- 24 octobre : création de Swanee de George Gershwin, sa première chanson à succès, au Capital Theater de New York (paroles d'Ira Gershwin).
- 27 octobre : Concerto pour violoncelle, d’Elgar, créé par l'orchestre symphonique de Londres, sous la direction d'Elgar.
- novembre : les Poèmes arabes de Louis Aubert sont créés par les Concerts Pasdeloup.
- 4 novembre : la Symphonie no 4 en ut mineur op. 39 d'Hugo Alfvén, créée à Stockholm.
- 24 novembre : la Symphonie no 5 en mi bémol majeur (version définitive) de Sibelius, créée sous la direction du compositeur (voir 1915).
- 6 décembre : le Chant du Rossignol de Stravinsky, créé à Genève sous la direction d'Ernest Ansermet.
- 27 décembre : L'Oiseau bleu, opéra de Albert Wolff d'après la pièce de Maurice Maeterlinck est créé au Metropolitan Opera de New York.

### Autres
- 6 novembre : Fondation du Conservatoire de Bratislava.
- Création de l'École normale de musique de Paris.
- Fondation de l'Orchestre philharmonique de Los Angeles.
- Fondation de l'Orchestre philharmonique de Rhénanie-Palatinat.
- Fondation du Quatuor Calvet.

## Naissances

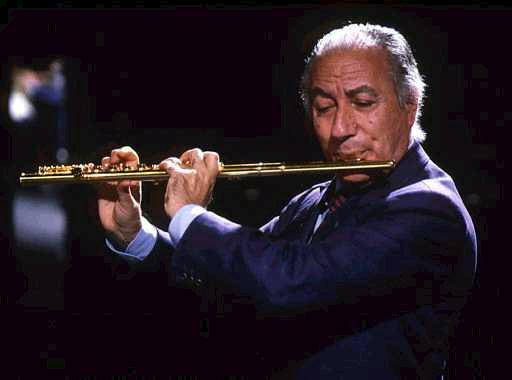
Severino Gazzelloni

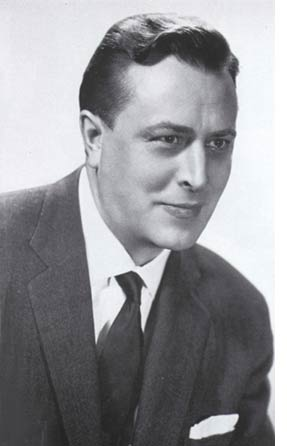
Kim Borg

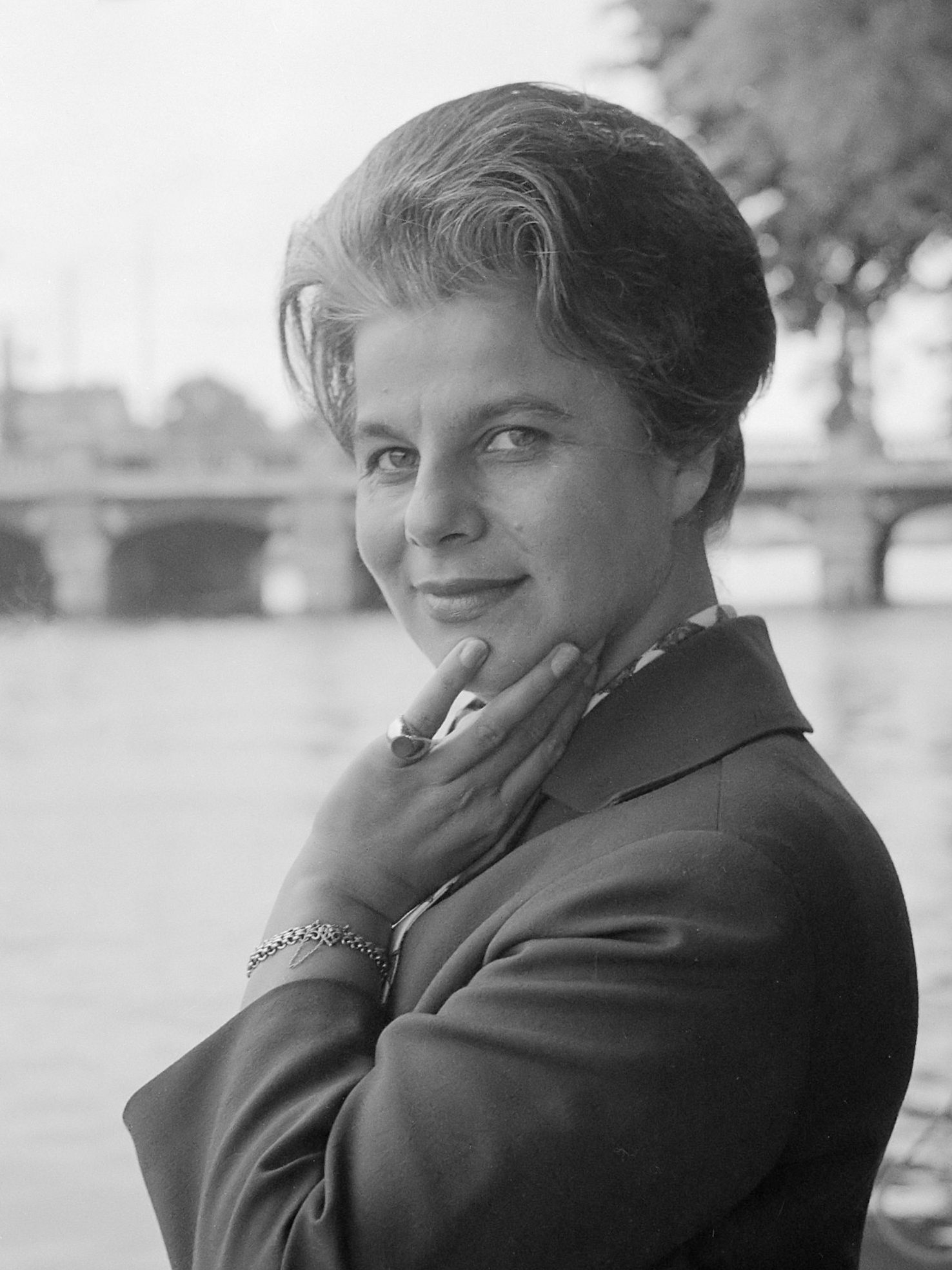
Irmgard Seefried

- 5 janvier : Severino Gazzelloni, flûtiste italien († 21 novembre 1992).
- 24 janvier : Leon Kirchner, compositeur et pédagogue américain († 17 septembre 2009).
- 2 février : Lisa Della Casa, soprano suisse († 10 décembre 2012).
- 10 février : Dorothy Whitson Freed, historienne de la musique et compositrice néo-zélandaise († 1er avril 2000 (à 81 ans)).
- 11 février : Eleonora Eksanichvili, pianiste et compositrice géorgienne († 5 janvier 2003).
- 16 février : Roslyn Brogue, pianiste, violoniste, professeur de musique, poète, auteur et compositrice américaine († 1er août 1981).
- 22 février : Jiří Pauer, compositeur, professeur et directeur musical tchèque († 28 décembre 2007).
- 26 février : Mieczysław Weinberg, compositeur russe († 26 février 1996).
- 27 février : Roman Haubenstock-Ramati, compositeur austro-israélien († 3 mars 1994).
- 2 mars : Bjørn Fongaard, guitariste et compositeur norvégien de musique contemporaine († 26 octobre 1980).
- 28 mars :
  - Marcel Caens, trompettiste français († 6 novembre 2006).
  - Paul Doktor, altiste américain († 21 juin 1989).
- 4 avril : Harald Andersén, chef de chœur, compositeur et professeur de musique finlandais († 28 mai 2001).
- 21 avril : Michael Thomas Mann, musicien de naissance allemande, professeur de littérature allemande († 1er janvier 1977).
- 10 mai : Peter Maag, chef d'orchestre suisse († 16 avril 2001).
- 26 mai : François-Louis Deschamps, ténor belge († 20 janvier 2004).
- 5 juin : Akeo Watanabe, chef d'orchestre japonais († 1991).
- 10 juin : Martha Goldstein, claveciniste et pianiste américaine († 14 février 2014).
- 12 juin : Roger Gisclon, directeur d'harmonie, chef de chœur, saxophoniste et enseignant vaudois († 15 septembre 2012).
- 13 juin : Leif Kayser, compositeur, organiste, pianiste et pédagogue danois († 15 juin 2001).
- 17 juin : Galina Oustvolskaïa, compositrice russe († 22 décembre 2006).
- 2 juillet : Henri Génès, acteur et chanteur français († 22 août 2005).
- 6 juillet : Ernst Haefliger, ténor suisse († 17 mars 2007).
- 14 juillet : Magda László, soprano hongroise († 2 août 2002).
- 28 juillet : Milan Horvat, chef d'orchestre croate († 1er janvier 2014).
- 29 juillet : Charles Farncombe, chef d'orchestre britannique († 30 juin 2006).
- 31 juillet : Norman Del Mar, corniste et chef d'orchestre britannique († 6 février 1994).
- 7 août : Kim Borg, basse finlandaise († 28 avril 2000).
- 11 août :
  - Ginette Neveu, violoniste française († 28 octobre 1949).
  - Gabriël Verschraegen, organiste et compositeur belge († 13 novembre 1981).
- 15 août : Viktor Merjanov, pianiste russe († 20 décembre 2012).
- 24 août : Niels Viggo Bentzon, compositeur et pianiste danois († 25 avril 2000).
- 31 août : Michel Ciry, peintre-graveur, écrivain et compositeur français († 26 décembre 2018).
- 8 septembre : Johan Kvandal, compositeur norvégien († 16 février 1999).
- 9 septembre : Antoine de Bavier, clarinettiste et chef d'orchestre suisse († 13 septembre 2004).
- 10 septembre :
  - Lex van Delden, compositeur néerlandais († 1er juillet 1988).
  - Ladislav Slovák, chef d'orchestre slovaque († 22 juillet 1999).
- 14 septembre :
  - Deryck Cooke, musicologue et musicien britannique († 27 octobre 1976).
  - Miroslav Barvík, compositeur tchèque († 2 mars 1998).
- 16 septembre : Sven-Erik Bäck, compositeur suédois († 10 janvier 1994).
- 30 septembre : Patricia Neway, chanteuse d'opéra et actrice de comédie musicale américaine († 24 janvier 2012).
- 4 octobre : Geneviève Joy, pianiste française († 27 novembre 2009).
- 7 octobre : Karl Terkal, ténor autrichien († 12 août 1996).
- 9 octobre : Irmgard Seefried, soprano allemande († 24 novembre 1988).
- 12 octobre : André Casanova, compositeur français († 7 mars 2009).
- 14 octobre : Joseph de Pasquale, altiste américain († 22 juin 2015).
- 24 octobre : Macon Sumerlin, compositeur américain († 6 février 2005.
- 20 octobre : Lia Origoni, actrice et chanteuse soprano lyrique italienne.
- 27 octobre : Michel Schwalbé, violoniste français d'origine polonaise († 8 octobre 2012).
- 4 novembre : Hans-Jürgen Walther, chef d'orchestre allemand († 7 novembre 2011).
- 7 novembre : Paul Hongne, bassoniste français († 26 octobre 1982).
- 10 novembre : Suzanne Lefort, mezzo-soprano française († 20 mars 1977).
- 11 novembre : Dick Kattenburg, compositeur néerlandais († 1944).
- 23 novembre : Cláudio Santoro, compositeur, chef d'orchestre, violoniste et pédagogue brésilien († 27 mars 1989).
- 30 novembre : Detlef Kraus, pianiste allemand († 7 janvier 2008).
- 4 décembre : Jacques Hivert, chanteur français, baryton Martin († 23 mai 1987).
- 6 décembre : Gideon Klein, compositeur, pianiste et musicologue tchèque († 27 janvier 1945).
- 8 décembre : Mieczysław Weinberg, compositeur russe († 26 février 1996).
- 10 décembre : Sesto Bruscantini, baryton italien († 4 mai 2003).
- 13 décembre : Jacques Dejean, violoniste français († 7 juillet 2013).
- 30 décembre : Sir David Willcocks, chef d'orchestre, compositeur, organiste et chef de chœur britannique († 17 septembre 2015).

Date indéterminée

## Décès

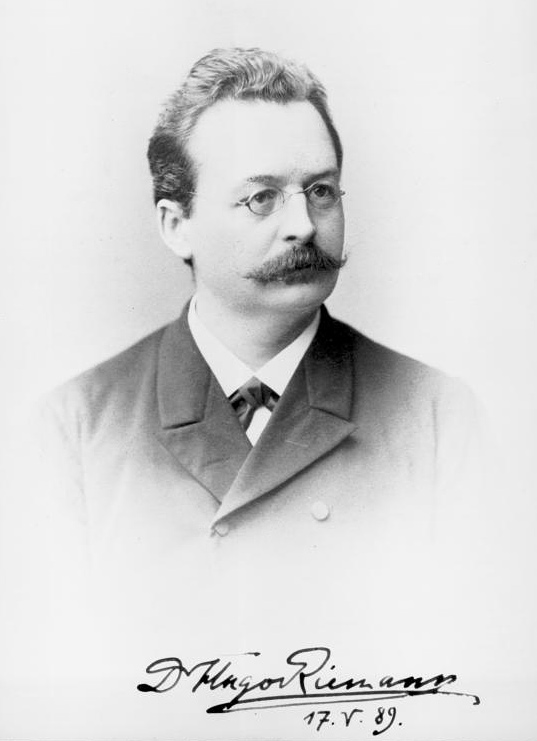
Hugo Riemann

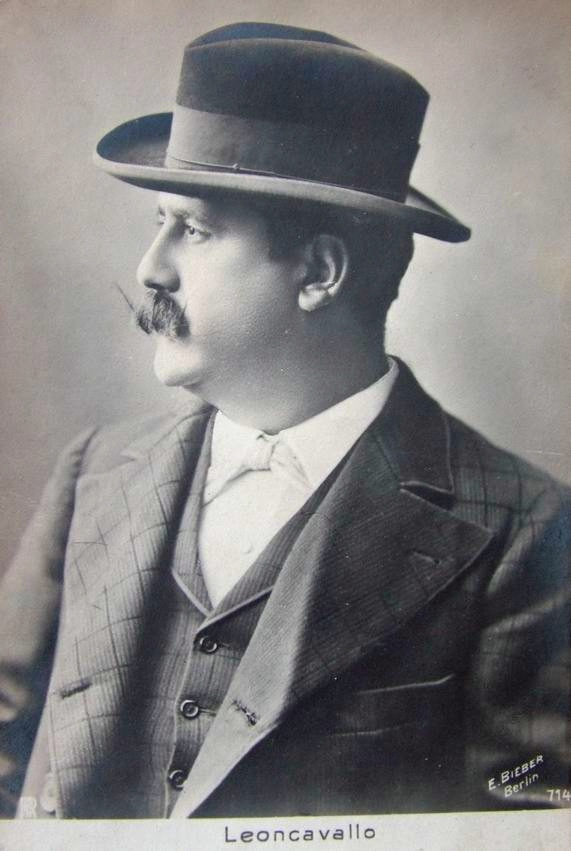
Ruggero Leoncavallo

- 10 janvier : Rodolfo Ferrari, chef d'orchestre italien (° 1864).
- 16 janvier : Rudolf Dittrich, musicien autrichien (° 25 avril 1861).
- 2 février : Xavier Leroux, compositeur français (° 11 octobre 1863).
- 4 février : Ulysse Alexandre Toussaint, ténor d'opéra-comique français (° 30 mars 1839).
- 9 février : Soprano américaine (° 1878).
- 16 février : Stephanie Wurmbrand-Stuppach, compositrice et pianiste hongroise (° 26 décembre 1849).
- 20 février : Victor von Herzfeld, compositeur et violoniste (° 8 octobre 1856).
- 6 mars : Gialdino Gialdini, compositeur et chef d'orchestre italien (° 10 novembre 1842).
- 8 mars : Auguste Tolbecque, luthier, compositeur, violoncelliste, musicien et professeur français (° 30 mars 1830).
- 13 mars : Amy Woodforde-Finden, compositrice britannique (° 1860).
- 24 avril : Camille Erlanger, compositeur français (° 25 mai 1863).
- 10 mai : Ferdinando Fontana, dramaturge et librettiste italien (° 30 janvier 1850).
- 10 juillet : Hugo Riemann, musicologue allemand (° 18 juillet 1849).
- 21 juillet : Henri Quittard, musicologue et critique musical français (° 16 mai 1864).
- 27 juillet : Adelina Patti, chanteuse d'opéra (soprano colorature) italienne (° 10 février 1843).
- 9 août : Ruggero Leoncavallo, compositeur italien (° 23 avril 1857).
- 7 septembre : Morfydd Llwyn Owen, compositrice, pianiste et chanteuse galloise (° 1er octobre 1891).
- 9 septembre :
  - Henri Lutz, compositeur français (° 29 mars 1864).
  - Oliveria Prescott, compositrice et écrivain anglaise (° 3 septembre 1842).
- 10 septembre : Helena Munktell, compositrice suédoise (° 24 novembre 1852).
- 22 septembre : Rose Depecker, pianiste et compositrice française (° 7 juin 1869).
- 16 octobre : 
  - Charles Harford Lloyd, organiste et compositeur britannique (° 16 octobre 1849).
  - Pierre Menu, compositeur français (° 9 juillet 1896).
- 7 novembre : Anton Door, pianiste et pédagogue autrichien (° 20 juin 1833).
- 22 novembre : Robert Vollstedt, compositeur allemand de valse (° 19 décembre 1854).
- 6 décembre : Emil Steinbach, chef d'orchestre et compositeur allemand (° 15 novembre 1849).
- 8 décembre : Maurice Kufferath, critique musical, librettiste, violoncelliste et chef d'orchestre belge (° 8 janvier 1852).
- 16 décembre : Luigi Illica, librettiste (° 9 mai 1857).
- 18 décembre : Horatio Parker, compositeur, organiste et professeur américain (° 15 septembre 1863).
- 21 décembre :
  - Lucien Collin, chanteur baryton et compositeur français (° 28 mai 1849).
  - Louis Diémer, pianiste et compositeur français (° 14 février 1843).
- 27 décembre : Achille Alferaki, compositeur russe d'origine grecque (° 3 juillet 1846).
- 31 décembre : Marie van Zandt, cantatrice (° 8 octobre 1858).

Date indéterminée
- Alexandra Kroutikova, cantatrice russe, contralto (° 1851).